# Simon Adingra
Simon Adingra (ur. 1 stycznia 2002 w Abobo, Abidżan) – iworyjski piłkarz, występujący na pozycji napastnika w angielskim klubie Brighton & Hove Albion i reprezentacji Wybrzeża Kości Słoniowej. Zwycięzca Pucharu Narodów Afryki 2023. 

## Kariera Klubowa

### Wczesna kariera
Były zawodnik akademii Right to Dream, dołączył do duńskiego klubu FC Nordsjælland w styczniu 2020 roku. W profesjonalnym futbolu zadebiutował 18 kwietnia 2021 roku w meczu remisowym 2–2 z FC Kopenhaga. W 68. minucie meczu zastąpił Ivana Mesíka i zdobył drugiego gola dla swojego zespołu.

### Brighton & Hove Albion
24 czerwca 2022 roku Adingra przeszedł do klubu Premier League Brighton & Hove Albion za kwotę 8 milionów funtów, podpisując czteroletni kontrakt. 
Dziesięć dni później został wypożyczony do belgijskiego klubu partnerskiego Union Saint-Gilloise na sezon 2022–23.
12 sierpnia 2023 roku zadebiutował w Premier League wchodząc z ławki w 74 minucie spotkania. W 85 minucie meczu strzelił bramkę na 3:1, zaliczając gola  w debiucie.
W tym samym sezonie zaliczył swoje pierwsze wystąpienie w podstawowym składzie w Premier League w zwycięstwie 3–1 nad Manchesterem United, notując jednocześnie asystę.

## Kariera reprezentacyjna
W marcu 2023 roku otrzymał pierwsze powołanie do seniorskiej reprezentacji Wybrzeża Kości Słoniowej na dwa mecze eliminacyjne Pucharu Narodów Afryki przeciwko Komorom. 
17 czerwca 2023 roku zadebiutował w reprezentacji w przegranym wynikiem 3:0 meczu przeciwko reprezentacji Nambii.
3 lutego 2024 roku zdobył wyrównującego gola w 90 minucie, co przyczyniło się do późniejszego zwycięstwa 2–1 po dogrywce nad Mali w ćwierćfinale Pucharu Narodów Afryki 2023.
11 lutego 2024 roku zdobył dwie asysty i został wybrany najlepszym zawodnikiem meczu w finale turnieju przeciwko Nigerii, który zakończył się zwycięstwem 2–1 dla Wybrzeża Kości Słoniowej. Dodatkowo, otrzymał nagrodę "Najlepszego młodego zawodnika" turnieju.